# Lepadichthys
Lepadichthys is een geslacht van straalvinnige vissen uit de familie van schildvissen (Gobiesocidae). Het geslacht is voor het eerst wetenschappelijk beschreven in 1904 door Waite.

## Soorten
- Lepadichthys bolini Briggs, 1962
- Lepadichthys caritus Briggs, 1969
- Lepadichthys coccinotaenia Regan, 1921
- Lepadichthys ctenion Briggs & Link, 1963
- Lepadichthys erythraeus Briggs & Link, 1963
- Lepadichthys frenatus Waite, 1904
- Lepadichthys lineatus (Sauvage, 1883)
- Lepadichthys minor Briggs, 1955
- Lepadichthys sandaracatus Whitley, 1943
- Lepadichthys springeri Briggs, 2001